# Open Rights Group
Open Rights Group、略称ORGは、イギリスに本拠のある組織。同じようにデジタルの権利の問題について運動している、他のコンピュータ関連の権利を扱う団体の核となって、デジタルの権利と自由を保護することを目的としている。電子フロンティア財団同様、いろいろなプライバシーに関連する問題に重点を当てながら、デジタル媒体で人々ができることを制限しようとする娯楽産業の企てに対抗して運動しようとしている。また、情報をメディアに提供して、草の根運動の調整をしようとしている。